# Rhineland (Missouri)
Pour les articles homonymes, voir Rhineland.
Rhineland est un village du comté de Montgomery, dans le Missouri, aux États-Unis,. Situé au sud du comté, il est fondé en 1853 et incorporé en 1896.

## Démographie
Lors du recensement de 2010, le village comptait une population de 142 habitants. Elle est estimée, en 2016, à 134 habitants.

### Source de la traduction
- (en) Cet article est partiellement ou en totalité issu de l’article de Wikipédia en anglais intitulé « Rhineland, Missouri » (voir la liste des auteurs).